# دار دور (مسلسل)
دار دور هو مسلسل عراقي كوميدي من إنتاج قناة الشرقية الفضائية سنة 2009. عرض في رمضان ويتكلم عن الحياة في العراق ، يتناول العديد من المشاهد المأساوية. المسلسل من بطولة وتأليف الفنان قاسم الملاك ،حيث يقوم بدور الشخصية الذي يتحمل الكثير من المشاكل ،ويخرج من العراق ويسافر خارجه بعدما أخذت الحياة منه أغلى شيء وهي ابنته الصغيرة التي تبلغ من عمرها 6سنوات.

## أبطال المسلسل
- قاسم الملاك
- بشرى إسماعيل
- عدي عبد الستار
- ميلاد سري
- زياد الهلالي
- محمد حسين عبد الرحيم
- سولاف جليل
- طارق شاكر
- سِنا أحمد
- ساهرة عويد
- هدية الخالدي
- هدى السنفورة
- أزهار حمودي
- سعدون الجبوري